# Ben Smith (hockeista su ghiaccio)
Benjamin Alexander Smith, detto Ben (Winston-Salem, 11 luglio 1988), è un hockeista su ghiaccio statunitense.

## Palmarès

### Mondiali
- 1 medaglia:
  - 1 bronzo (Repubblica Ceca 2015)